# Siriano (popolo)
I Siriano  sono un gruppo etnico della Colombia e del Brasile.

## Lingua
Parlano la lingua siriano che appartiene alla famiglia linguistica delle lingue tucano. Si auto-identificano con il termine Siria-masã.

## Insediamenti
Vivono per la maggior parte in Colombia, nel dipartimento di Vaupés, sui fiumi Paca Caño e Caño Viña, affluenti del Papuri. Altri gruppi sono stanziati in Brasile, nello stato brasiliano dell'Amazonas, dispersi lungo i bacini dei fiumi Uaupés e Negro.